# 斑紋魢
斑紋魢（學名：Girella zebra）又稱斑紋瓜子鱲 ，為輻鰭魚綱日鱸目魢科魢屬的其中一個種，傳統上歸類於鱸形目鿳科魢亚科。
其种加词“zebra”意为“有斑马状纹样的”。英文俗名Zebrafish，意为斑马鱼。
本魚分布於澳洲新南威爾斯至塔斯馬尼亞島海域，棲息深度可達20公尺，體長可達34公分，棲息在沿岸岩礁區或沙底質海域，以藻類為食，可做為食用魚。

## 外部連結
- 斑紋魢的图片 （页面存档备份，存于）